# 黄花百合
黄花百合（学名：Lilium xanthellum var. luteum）是百合科百合属乡城百合的变种。分布在中国大陆的四川等地，生长于海拔3,600米的地区，多生于沟谷以及岩边，目前尚未由人工引种栽培。